# 雲井村
雲井村（くもいむら）は滋賀県甲賀郡にあった村。現在の甲賀市信楽町の北東部、新名神高速道路・信楽インターチェンジの周辺にあたる。

## 地理
- 山岳：飯道山、大納言、阿星山
- 河川：大戸川、隼人川、馬門川、西山川、岩倉川

## 歴史
- 1889年（明治22年）4月1日 - 町村制の施行により、牧村・宮町村・黄瀬村・勅旨村の区域をもって発足。
- 1954年（昭和29年）9月1日 - 信楽町・小原村・朝宮村・多羅尾村と合併して信楽町が発足。同日雲井村廃止。

## 交通

### 鉄道路線
- 日本国有鉄道
  - 信楽線（現・信楽高原鐵道信楽線）
    - 雲井駅

現在は旧村域に紫香楽宮跡駅・勅旨駅・玉桂寺前駅が所在するが、当時は未開業。

### 道路
現在は旧村域に新名神高速道路の信楽インターチェンジが所在するが、当時は未開通。